# Eupatoriopsis
Eupatoriopsis es un género monotípico de plantas de la familia de las asteráceas. Su única especie, Eupatoriopsis hoffmanniana, es originaria de Brasil donde se encuentra en la Mata Atlántica.

## Taxonomía
Eupatoriopsis hoffmanniana fue descrita por    Jorge Hieronymus  y publicado en Botanische Jahrbücher für Systematik, Pflanzengeschichte und Pflanzengeographie 18: Beibl. 43: 46. 1893.